# フランシス・レガット・チャントリー
フランシス・レガット・チャントリー（Sir Francis Leg(g)att Chantrey RA、1781年4月7日 – 1841年11月25日）はイギリスの彫刻家である。美術と建築のパトロンであったジョージ4世が摂政を務めた19世紀初頭の「摂政時代」を代表する彫刻家である。国王ジョージ4世やジョージ3世、ジョージ・ワシントンなどの像や、セント・ポール大聖堂の軍人たちの記念像を制作した。

## 略歴
現在はシェフィールドの一部になっているJordanthorpeで生まれた。小農場主で大工や木彫の仕事もしていた父親はチャントリーが12歳の時に没した。15歳から雑貨店の店員になるが、主人に頼んでラムジーという名のシェフィールドの木彫りの職人の弟子になった 。ラムジーの家を訪れた画家、版画家のジョン・ラファエル・スミスがチャントリーの才能を認め、チャントリーはスミスから絵を学び、スミスからパトロンになってもらえそうな人々を紹介してもらった 。1802年に徒弟契約の前払い金をラムジーに返却し、自らのスタジオをシェフィールドに開き、肖像画家として収入を得るようになった。
しばらくシェフィールドやロンドンを行き来して、何度かロイヤル・アカデミー・オブ・アーツで学び、1804年からロイヤル・アカデミーの展覧会に絵を出展した後、1907年からは展覧会には彫刻を主に出展するようになった。
チャントリーの彫刻作品として最初に記録されているのは1805年から1806年に制作されたシェフィールドの教会の牧師の胸像で 、1808年にロイヤル・アカデミーの展覧会には、サタンの頭部像を出展した。1809年に建築家のダニエル・アッシャー・アレクサンダー(Daniel Asher Alexander)の依頼で、海軍軍人の遺児のための施設(Royal Naval Asylum)に飾る、4人の海軍軍人、アダム・ダンカン、リチャード・ハウ、ジョン・ジャーヴィス、ホレーショ・ネルソンの胸像を制作し、3点はその年のロイヤル・アカデミーの展覧会に出展した。
1809年に従妹の女性と結婚し、そのころにはロンドンに定住していた。胸像を制作する報酬も高くすることができるようになり、スタジオや別宅を購入した。1814年にはパリを訪れ、翌年にも友人や妻とルーブル宮殿を訪れ、ルネサンス期の巨匠の作品を研究した。1819年にはイタリアを訪れ、有名な彫刻家のベルテル・トルバルセンやアントニオ・カノーヴァと面会した。
1928年に自らの鋳造の工房を開き、騎馬像などの大きな青銅像を鋳造できるようになった。
1816年にロイヤル・アカデミーの準会員に選ばれ、1818年に正会員になった 。ケンブリッジ大学やオクスフォード大学から名誉学位を受け、1835年にナイトの称号を得た。
ロンドンで没した。子供のいなかったチャトリーは、妻が亡くなるか、再婚した後、財産をロイヤル・アカデミーに寄付して(Chantrey Bequest または Chantrey Fund)、毎年、イギリス国内で制作された最も優れた絵画か彫刻を購入して国に寄付するするように遺言し、夫人の没後の1878年から、運用が始まった。

## 作品

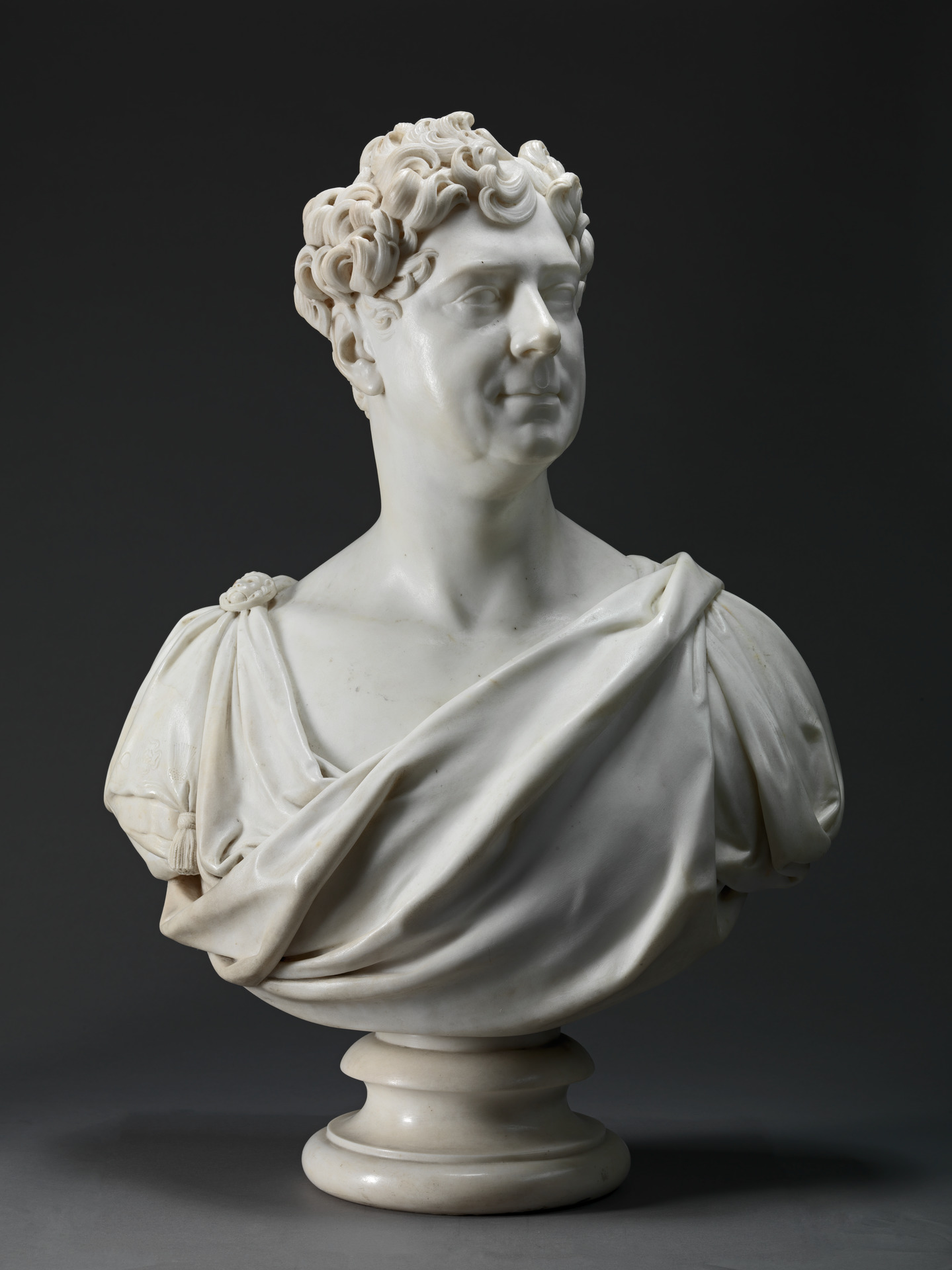
ジョージ4世(1827)
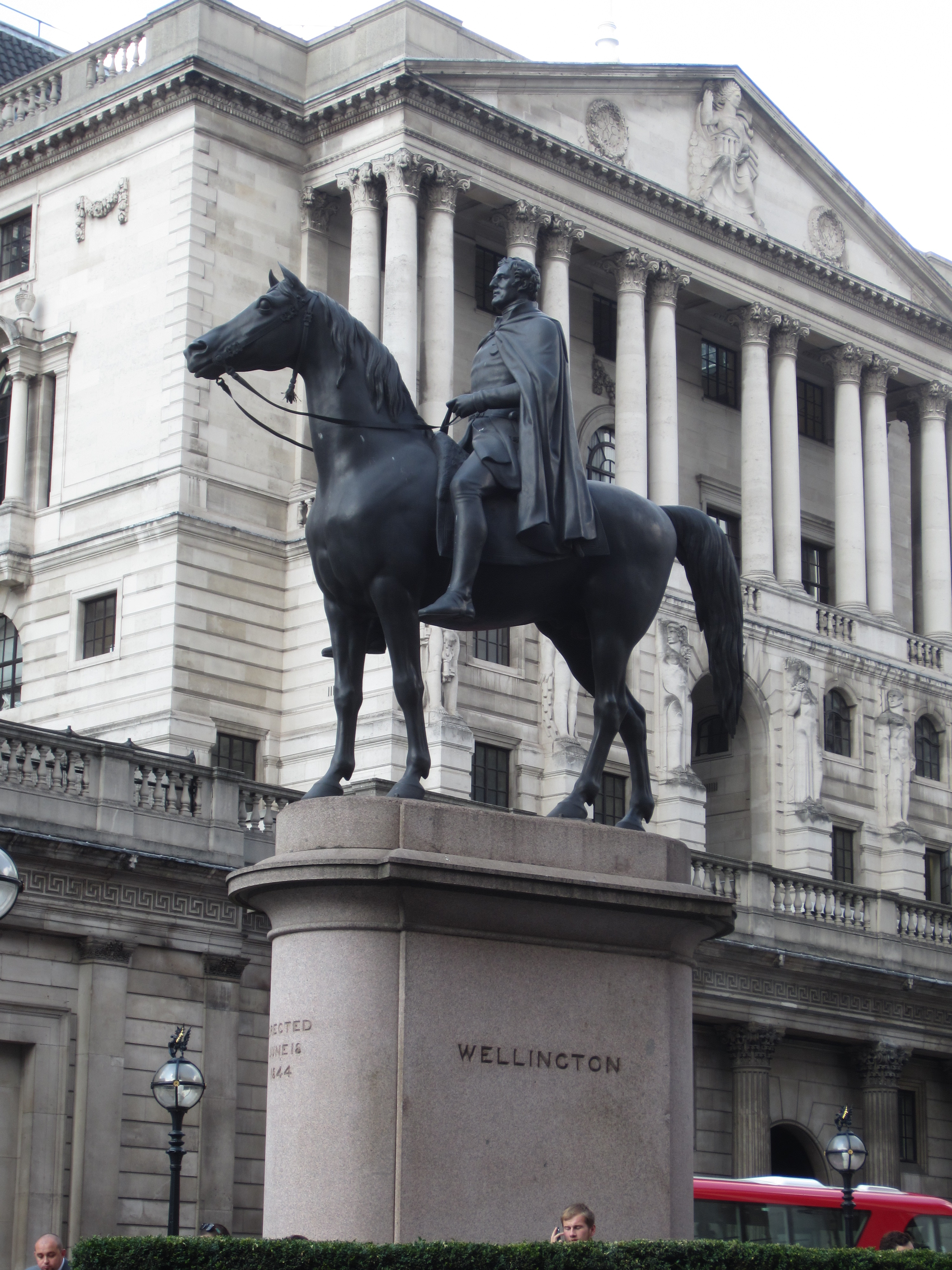
ウェリントン公爵騎馬像 (旧王立取引所前)
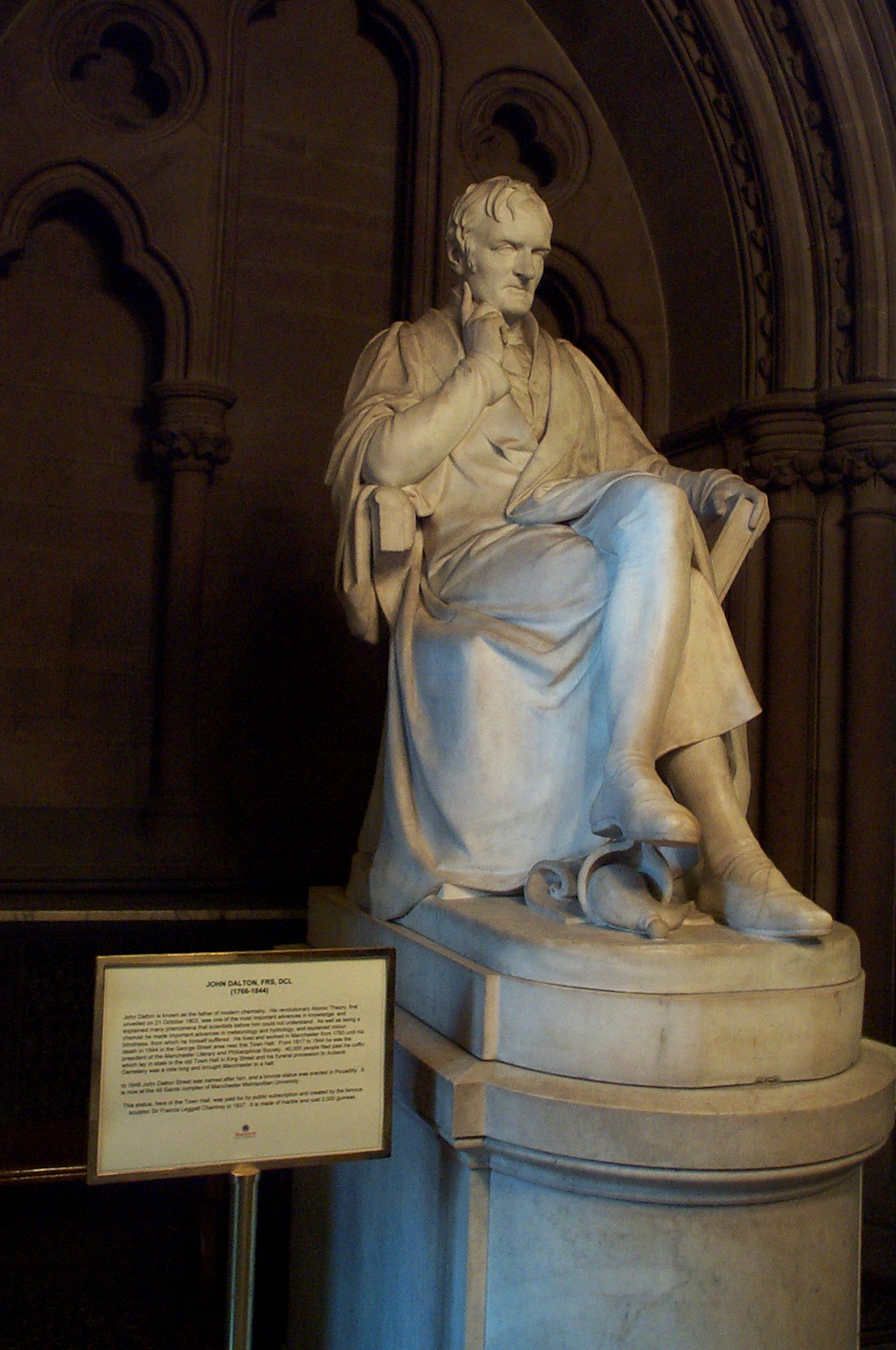
ジョン・ドルトン
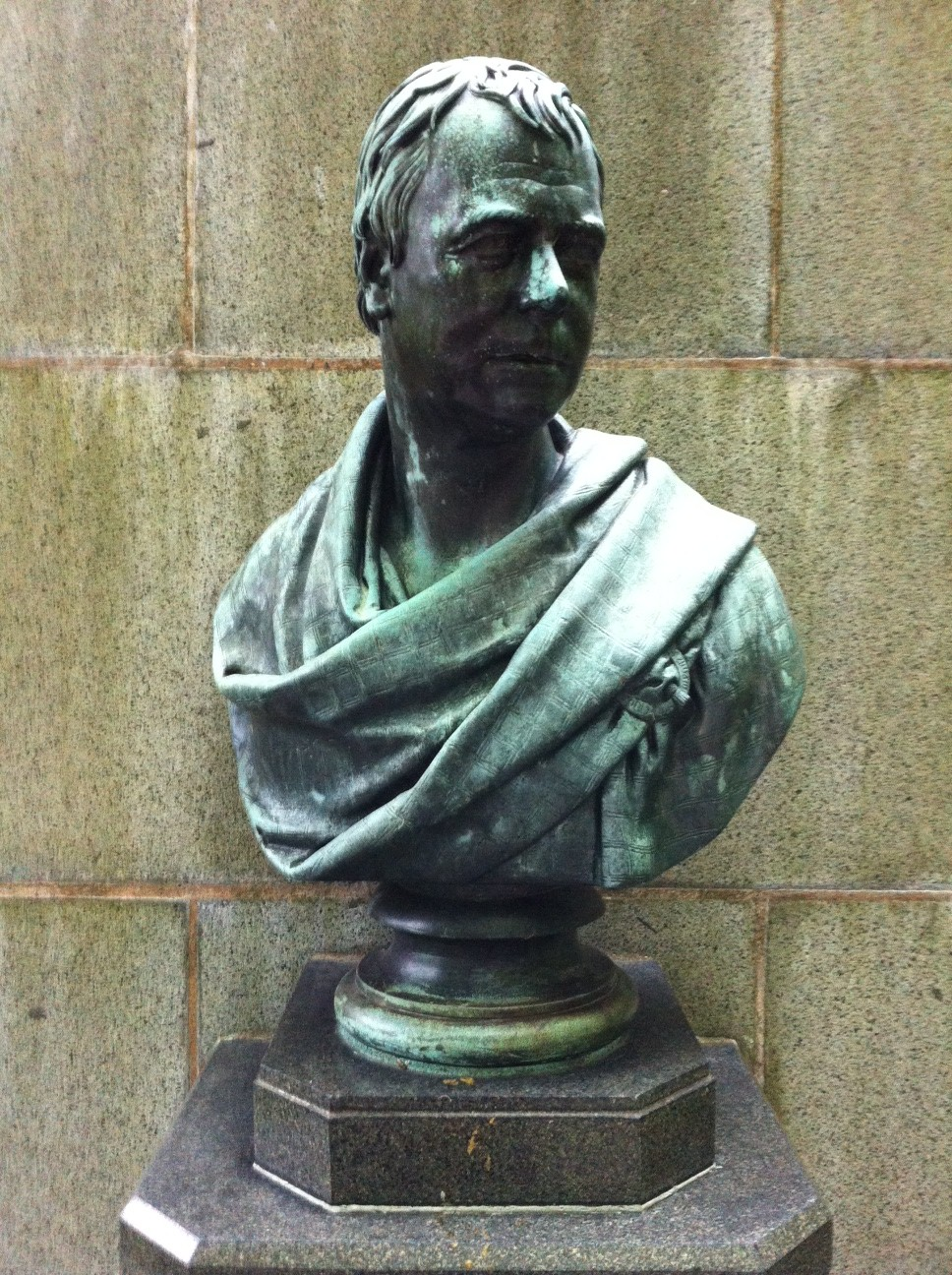
ウォルター・スコット